# Amerikaanse persimoen
De Amerikaanse persimoen (Diospyros virginiana) is een boom uit de familie Ebenaceae. De soort is verwant aan de kaki (Diospyros kaki).
De boom komt van nature voor in het oosten van de Verenigde Staten, hij wordt ook aangeplant voor zijn vruchten en hout. Het gewas bereikt in goed afwaterende grond een hoogte van zo'n twintig meter en produceert in de zomer veel bloemen. De soort is tweehuizig, zodat voor fruitteelt mannelijke en vrouwelijke planten nodig zijn. De bloemen worden bestoven door insecten en wind.
Commerciële cultivars zijn de productieve 'Even Golden', 'John Rick', 'Woolbright', 'Miller' en de zaadloze 'Ennis'. De vruchten zijn rond of ovaal. De kleur is oranje, neigend naar zwart. Het fruit varieert in grootte van 3-6 cm. De vruchten bevatten veel vitamine C, ze kunnen vers worden gegeten of worden gekookt of gedroogd. Van het vruchtvlees kan compote worden gemaakt. Van de bladeren kan thee worden getrokken en de zaden worden geroosterd wel gebruikt als  surrogaat voor koffie.
De boom wordt ook in Nederland en België wel aangeplant, hij is winterhard.
... · 
D. digyna (Zwarte zapote) ·  
D. discolor (Mabolo) ·  
D. kaki (Kaki) ·  
D. lotus (Lotusboom) ·  
D. mespiliformis (Jakhalsbes) ·  
D. montana (Bergpersimoen) ·  
D. sandwicensis (Lama) ·  
D. virginiana (Amerikaanse persimoen) ·  
...